# Capi di Stato dell'Estonia
Il presidente della Repubblica dell'Estonia (in estone: Eesti Vabariigi President) è il capo di Stato dell'Estonia. Essendo lo Stato una democrazia parlamentare, il presidente è principalmente una figura simbolica, che non detiene poteri. Ogni presidente deve sospendere tutte le attività all'interno del partito di appartenenza durante il mandato.
L'attuale presidente è Alar Karis, eletto dal collegio elettorale il 31 agosto 2021. È entrato in carica l'11 ottobre 2021, subentrando a Kersti Kaljulaid, prima donna a ricoprire tale incarico nella storia del paese.
Secondo la Costituzione dell'Estonia del 1992, il presidente:
- rappresenta l'Estonia nelle relazioni internazionali;
- conferisce incarichi diplomatici e nomina i rappresentanti diplomatici della nazione;
- promulga le leggi oppure le rinvia al Riigikogu (il Parlamento estone) per una nuova discussione. Se la legge viene riapprovata al Parlamento, il presidente non può esercitare alcun diritto di veto;
- ha il diritto di dare avvio a emendamenti della Costituzione;
- è il comandante supremo della difesa nazionale dell'Estonia: presiede il consiglio di Difesa nazionale e conferisce i ranghi militari.
- nomina il primo ministro, che comunque deve essere approvato dal Parlamento.

Il presidente viene eletto dal Riigikogu per un mandato di cinque anni; se il candidato non riceve i due terzi dei voti dopo tre turni di votazione, viene convocata un'assemblea elettorale (composta dal Parlamento più i membri dei governi locali), che sceglie tra i due candidati che hanno ottenuto maggiori preferenze.
Ogni presidente non può essere eletto per più di due mandati.

## Storia
L'Estonia non ha avuto un presidente, vero e proprio, dal 1918 al 1934 a norma della Prima Costituzione dello Stato. Dal 1920 al 1934 il capo di Stato era l'Anziano dello Stato (riigivanem), che era anche il capo del governo. La Costituzione fu cambiata nel 1933; a norma della seconda e nuova Costituzione, si scisse la figura di primo ministro da quella di capo di Stato, che conservava anche il titolo di "Anziano dello Stato". Questa nuova norma però non venne mai applicata, a causa del colpo di Stato di Konstantin Päts del 1934. Nel 1938 venne approvata una terza Costituzione, che chiamava il capo di Stato "presidente" e gli attribuiva forti poteri. Konstantin Päts divenne la prima persona insignita di questo titolo: il suo potere durò sei anni, concludendosi bruscamente quando l'Estonia fu invasa e annessa dall'Unione Sovietica nel 1940. Päts fu obbligato a dimettersi e fu in seguito arrestato e deportato dai sovietici.
Durante l'occupazione sovietica dell'Estonia, il capo del governo in esilio era formalmente chiamato "primo ministro facente funzioni di presidente".
Dopo che l'Estonia riconquistò l'indipendenza, fu adottata una Costituzione parlamentare. Da allora si sono tenute cinque elezioni (1992, 1996, 2001, 2006 e 2011), in ognuna delle quali il Parlamento non è riuscito a eleggere il presidente: l'elezione è pertanto passata all'assemblea elettorale. Lennart Meri fu eletto nel 1992 e rieletto nel 1996, sconfiggendo Arnold Rüütel entrambe le volte. Rüütel stesso è divenuto presidente nel 2001, mentre nel 2006 ha vinto le elezioni Toomas Hendrik Ilves, che nel 2011 è stato riconfermato.

## Anziani dello Stato

### 1918 - 1920
In questo periodo, le funzioni di capo di Stato furono esercitate dal Primo ministro:
- 1918-1919: Konstantin Päts
- 1919: Otto Strandman
- 1919-1920: Jaan Tõnisson
- 1920: Ado Birk
- 1920: Jaan Tõnisson
- 1920: Ants Piip

### 1920 - 1934
Con la I Costituzione estone viene introdotta la figura dell'Anziano Capo di Stato (in estone riigivanem), che era al tempo stesso capo dello Stato e capo del governo:

     Partito Estone del Lavoro

     Assemblea dei Contadini

     Partito Popolare Cristiano

     Partito Popolare Estone

     Partito Socialista Estone dei Lavoratori

     Unione dei Coloni e dei Piccoli Proprietari

     Partito Nazionale di Centro
| Nome (Nascita–Morte) | Nome (Nascita–Morte)            | Ritratto | Mandato          | Mandato          | Partito                                     |
| Nome (Nascita–Morte) | Nome (Nascita–Morte)            | Ritratto | Inizio           | Fine             | Partito                                     |
| -------------------- | ------------------------------- | -------- | ---------------- | ---------------- | ------------------------------------------- |
|                      | Ants Piip (1884–1942)           |          | 20 dicembre 1920 | 25 gennaio 1921  | Partito Estone del Lavoro                   |
|                      | Konstantin Päts (1874–1956)     |          | 25 gennaio 1921  | 21 novembre 1922 | Assemblea dei Contadini                     |
|                      | Juhan Kukk (1885–1942)          |          | 21 novembre 1922 | 2 agosto 1923    | Partito Estone del Lavoro                   |
|                      | Konstantin Päts (1874–1956)     |          | 2 agosto 1923    | 26 marzo 1924    | Assemblea dei Contadini                     |
|                      | Friedrich Karl Akel (1871–1941) |          | 26 marzo 1924    | 16 dicembre 1924 | Partito Popolare Cristiano                  |
|                      | Jüri Jaakson (1870–1942)        |          | 16 dicembre 1924 | 15 dicembre 1925 | Partito Popolare Estone                     |
|                      | Jaan Teemant (1872–1941?)       |          | 15 dicembre 1925 | 9 dicembre 1927  | Assemblea dei Contadini                     |
|                      | Jaan Tõnisson (1868–1941?)      |          | 9 dicembre 1927  | 4 dicembre 1928  | Partito Popolare Estone                     |
|                      | August Rei (1886–1963)          |          | 4 dicembre 1928  | 9 luglio 1929    | Partito Socialista Estone dei Lavoratori    |
|                      | Otto Strandman (1875–1941)      |          | 9 luglio 1929    | 12 febbraio 1931 | Partito Estone del Lavoro                   |
|                      | Konstantin Päts (1874–1956)     |          | 12 febbraio 1931 | 19 febbraio 1932 | Assemblea dei Contadini                     |
|                      | Jaan Teemant (1872–1941?)       |          | 19 febbraio 1932 | 19 luglio 1932   | Unione dei Coloni e dei Piccoli Proprietari |
|                      | Karl August Einbund (1888–1942) |          | 19 luglio 1932   | 1º novembre 1932 | Unione dei Coloni e dei Piccoli Proprietari |
|                      | Konstantin Päts (1874–1956)     |          | 1º novembre 1932 | 18 maggio 1933   | Unione dei Coloni e dei Piccoli Proprietari |
|                      | Jaan Tõnisson (1868–1941?)      |          | 18 maggio 1933   | 21 ottobre 1933  | Partito Nazionale di Centro                 |
|                      | Konstantin Päts (1874–1956)     |          | 21 ottobre 1933  | 24 gennaio 1934  | Unione dei Coloni e dei Piccoli Proprietari |

### 1934 - 1938
Si introduce la II Costituzione, che ripristina l'ufficio di primo ministro separato da quello di Anziano, ma a seguito del colpo di Stato del primo ministro Konstantin Päts la norma non venne applicata e Päts esercitò le funzioni di Anziano pur rimanendo primo ministro, finché nel 1937 non assunse il titolo di Presidente-Reggente o Protettore dello Stato (in estone Riigihoidja):

     Unione dei Coloni e dei Piccoli Proprietari / Lega Patriottica
| Nome (Nascita–Morte) | Nome (Nascita–Morte)        | Ritratto       | Mandato         | Mandato          | Partito                                                           |
| Nome (Nascita–Morte) | Nome (Nascita–Morte)        | Ritratto       | Inizio          | Fine             | Partito                                                           |
| -------------------- | --------------------------- | -------------- | --------------- | ---------------- | ----------------------------------------------------------------- |
|                      | Konstantin Päts (1874–1956) |                | 24 gennaio 1934 | 3 settembre 1937 | Unione dei Coloni e dei Piccoli Proprietari, poi Lega Patriottica |
| 3 settembre 1937     | Konstantin Päts (1874–1956) | 24 aprile 1938 |                 |                  | Unione dei Coloni e dei Piccoli Proprietari, poi Lega Patriottica |

## Presidenti della Repubblica

### 1938 - 1940
Con la III Costituzione, si introduce la figura del Presidente della Repubblica:

     Lega Patriottica
| Nome (Nascita–Morte) | Nome (Nascita–Morte)        | Ritratto | Mandato        | Mandato        | Partito          |
| Nome (Nascita–Morte) | Nome (Nascita–Morte)        | Ritratto | Inizio         | Fine           | Partito          |
| -------------------- | --------------------------- | -------- | -------------- | -------------- | ---------------- |
|                      | Konstantin Päts (1874–1956) |          | 24 aprile 1938 | 23 luglio 1940 | Lega Patriottica |

### 1940 - 1991
Primo ministro del governo in esilio, facente anche funzioni di presidente

### 1991 - 1992
Ripristino indipendenza, IV Costituzione ed elezioni, nel 1992

### 1992 - oggi
Unione della Patria

     Unione Popolare Estone

     Partito Socialdemocratico

     Indipendente
| Nome (Nascita–Morte) | Nome (Nascita–Morte)         | Ritratto | Mandato         | Mandato         | Partito                   |
| Nome (Nascita–Morte) | Nome (Nascita–Morte)         | Ritratto | Inizio          | Fine            | Partito                   |
| -------------------- | ---------------------------- | -------- | --------------- | --------------- | ------------------------- |
|                      | Lennart Meri (1929–2006)     |          | 6 ottobre 1992  | 8 ottobre 2001  | Unione della Patria       |
|                      | Arnold Rüütel (1928–2024)    |          | 8 ottobre 2001  | 9 ottobre 2006  | Unione Popolare Estone    |
|                      | Toomas Hendrik Ilves (1953–) |          | 9 ottobre 2006  | 10 ottobre 2016 | Partito Socialdemocratico |
|                      | Kersti Kaljulaid (1969–)     |          | 10 ottobre 2016 | 11 ottobre 2021 | Indipendente              |
|                      | Alar Karis (1958–)           |          | 11 ottobre 2021 | in carica       | Indipendente              |

## Titolatura
| Stemma                                               | Capo dello Stato                                     | Capo del Governo                           | Periodo   |
| ---------------------------------------------------- | ---------------------------------------------------- | ------------------------------------------ | --------- |
|                                                      | Primo ministro (de facto) (ET) Peaminister           | Primo ministro (de facto) (ET) Peaminister | 1918-1920 |
| Anziano dello Stato (ET) Riigivanem                  | Anziano dello Stato (ET) Riigivanem                  | 1920-1934                                  |           |
| Primo ministro (de facto) (ET) Peaminister           | Primo ministro (de facto) (ET) Peaminister           | 1934-1937                                  |           |
| Protettore dello Stato (de facto) (ET) Riigihoidja   | Protettore dello Stato (de facto) (ET) Riigihoidja   | 1937-1938                                  |           |
| Presidente della Repubblica (ET) Vabariigi President | Presidente della Repubblica (ET) Vabariigi President | 1938-1940                                  |           |
| Occupazione sovietica                                | Occupazione sovietica                                | 1940-1990                                  |           |
| Governo provvisorio                                  | Governo provvisorio                                  | 1990-1992                                  |           |
| Presidente della Repubblica (ET) Vabariigi President | Primo ministro (ET) Peaminister                      | 1992-oggi                                  |           |